# Крюковская улица
Крю́ковская у́лица — улица в Москве в районе Лефортово Юго-Восточного административного округа. Проходит от улицы Госпитальный Вал до Лонгиновской улицы.

## История
Улица возникла в начале XX века. На картах середины XIX века на этом месте обозначено сельцо Александровское, принадлежавшее Марии Александровне Лонгиновой, в девичестве Крюковой, четвероюродной сестры М. Ю. Лермонтова. С её фамилиями связаны названия Крюковской и Лонгиновской улиц.

## Описание
Улица проходит на юго-восток от Госпитального Вала до Лонгиновской улицы параллельно Ухтомской улице. С восточной стороны примыкает Ухтомский переулок. Домов по чётной стороне улицы нет, так как улица идёт вдоль границы Введенского кладбища. По улице одностороннее движение в сторону Госпитального Вала.

## Примечательные здания и сооружения
По нечётной стороне
- Дом 23 — музей истории Лефортова, единственный в Москве музей, посвящённый истории одного района. Рассказывает об истории района в XVII—XX веках[2].

По чётной стороне
Домов нет.

## Транспорт
Общественный транспорт по улице не проходит. По Госпитальному Валу, у начала улицы, проходят трамвайные маршруты 32, 43, 46. Ближайшая станция метро —  Лефортово. Ближайшая железнодорожная станция —  Сортировочная.